# Akson Studio
Akson Studio — польська кіно- і телекомпанія, заснована Міхалом Квєцінським. З 1992 року вона випустила понад 100 фільмів і телесеріалів, серед яких «Катинь» Анджея Вайди (2007) і «Місто 44» Яна Комаси (2014).

## Фільмографія

### Кіно
| Рік  | Назва                         | Режисер (-ка)         | Прим.  |
| ---- | ----------------------------- | --------------------- | ------ |
| 1999 | «Виконавець»                  | Філіп Зильбер         | [ 4 ]  |
| 2004 | «Непохований»                 | Марта Месарош         | [ 5 ]  |
| 2006 | «Статисти»                    | Міхал Квєцінський     | [ 6 ]  |
| 2007 | «Катинь»                      | Анджей Вайда          | [ 7 ]  |
| 2009 | «Тартар»                      | Анджей Вайда          | [ 8 ]  |
| 2010 | «Йоанна»                      | Фелікс Фальк          | [ 9 ]  |
| 2010 | «Степи»                       | Ваня д'Алкантара      | [ 10 ] |
| 2010 | «Необхідне вбивсто»           | Єжи Сколімовський     | [ 11 ] |
| 2010 | «Крилаті свині»               | Анна Казеяк-Давід     | [ 12 ] |
| 2012 | «Без сорому»                  | Філіп Марчевський     | [ 13 ] |
| 2013 | «Валенса. Людина з надії»     | Анджей Вайда          | [ 14 ] |
| 2014 | «Місто 44»                    | Ян Комаса             | [ 15 ] |
| 2016 | «Післяобрази»                 | Анджей Вайда          | [ 16 ] |
| 2017 | «Панічна атака»               | Павел Масьлона        | [ 17 ] |
| 2020 | «Якнайдалі звідси»            | Пйотр Домалевський    | [ 18 ] |
| 2020 | «В лісі сьогодні не до сну»   | Бартош М. Ковальський | [ 19 ] |
| 2021 | «Свояки»                      | Якуб Міхальчук        | [ 20 ] |
| 2021 | «В лісі сьогодні не до сну 2» | Бартош М. Ковальський | [ 21 ] |
| 2022 | «Таємна вечеря»               | Бартош М. Ковальський | [ 22 ] |
| 2023 | «Хто ти, Філіпе?»             | Міхал Квєцінський     | [ 23 ] |
| 2023 | «Свояки 2»                    | Каліна Алабрудзінська | [ 24 ] |
| 2024 | «Любовний кайф»               | Мацей Міґас           | [ 25 ] |
|      | «Чопіне, Чопіне!»             | Міхал Квєцінський     | [ 26 ] |

### Телебачення
| Рік             | Назва                            | Компанія       | Прим.  |
| --------------- | -------------------------------- | -------------- | ------ |
| 1999–2009       | «Прийомна сім'я»                 | Polsat         | [ 27 ] |
| 2005–2007       | «Маґда М.»                       | TVN            | [ 28 ] |
| 2008            | «Готель під жирафом і носорогом» | TVP1           | [ 29 ] |
| 2008–2014       | «Епоха честі»                    | TVP2           | [ 30 ] |
| 2011–2013       | «Рецепт життя»                   | TVN            | [ 31 ] |
| 2012–сьогодення | «Приятельки»                     | Polsat         | [ 32 ] |
| 2013            | «2XL»                            | Polsat         | [ 33 ] |
| 2016            | «Бодо»                           | TVP1           | [ 34 ] |
| 2017–2022       | «Військові дівчата»              | TVP1           | [ 35 ] |
| 2020–сьогодення | «Янгол смерті»                   | TVN            | [ 36 ] |
| 2021–сьогодення | «Sexify»                         | Netflix        | [ 37 ] |
| 2022            | «Сімейні ігри»                   | Netflix        | [ 38 ] |
| 2023–сьогодення | «1670»                           | Netflix        | [ 39 ] |
| 2024            | «Затока шпигунів»                | TVP1           | [ 40 ] |
| 2024            | «Коли весілля?»                  | Canal+ Premium | [ 41 ] |